# Nicholas Anziutti
Nicholas Anziutti (* 10. Dezember 1992 in Triest) ist ein italienischer Grasskiläufer. Er gehört dem Kader des Italienischen Wintersportverbandes (FISI) an und startet seit 2007 im Weltcup.

## Karriere
Anziutti fuhr sein erstes FIS-Rennen im Juni 2007. In seinem zweiten Rennen, dem Slalom von Chiomonte, kam er bereits unter die besten zehn. Bei der Juniorenweltmeisterschaft im August 2007 war sein einziges Resultat der 17. Platz im Riesenslalom. Im September desselben Jahres startete der Italiener erstmals im Weltcup. In Forni di Sopra fuhr er in der Super-Kombination auf Rang 22 und im Riesenslalom auf Platz 19. Auch beim Weltcupfinale in Rettenbach konnte er zweimal punkten, womit er in der Gesamtwertung der Saison 2007 den 34. Rang belegte. In der Saison 2008 war Anziuttis bestes Resultat der 16. Platz im Slalom von Čenkovice. Insgesamt kam er vier Mal in die Punkteränge und im Gesamtklassement belegte er Rang 36. Bei der Juniorenweltmeisterschaft 2008 erreichte er Platz 13 in der Super-Kombination und Rang 15 im Slalom. Im Riesenslalom und im Super-G wurde er jeweils 24.
In der Weltcupsaison 2009 kam Anziutti dreimal unter die schnellsten 20. Sein bestes Ergebnis war der 13. Platz im Riesenslalom von Marbachegg. In der Gesamtwertung belegte er damit den 37. Rang. Bei der Juniorenweltmeisterschaft im Juli und August 2009 fuhr er auf Platz 14 in der Super-Kombination, auf Platz 15 im Slalom und auf Rang 19 im Super-G. Einen Monat später nahm er in Rettenbach erstmals an einer Weltmeisterschaft in der Allgemeinen Klasse teil. Dabei war sein bestes Resultat der 22. Platz im Slalom. Zu Beginn der Weltcupsaison 2010 erreichte Anziutti im Slalom von Čenkovice erneut einen 13. Platz. Mit weiteren sechs Top-20-Platzierungen verbesserte er sich im Gesamtweltcup auf den 18. Platz. Bei der Juniorenweltmeisterschaft 2010 in Dizin erzielte er drei sechste Plätze in Slalom, Riesenslalom und Super-G sowie Rang sieben in der Super-Kombination. Zwei Wochen zuvor hatte er bei den Italienischen Meisterschaften die Jugendklasse im Riesenslalom, im Super-G und in der Super-Kombination gewonnen. 2009 war er bereits Italienischer Juniorenmeister im Riesenslalom gewesen.
In der Saison 2011 erzielte Anziutti mit zwei zwölften Plätzen in der Super-Kombination von San Sicario und im Riesenslalom von Forni di Sopra seine bis dahin besten Weltcupresultate. Im Gesamtweltcup fiel er jedoch gegenüber dem Vorjahr um fünf Plätze zurück. Bei der Weltmeisterschaft 2011 in Goldingen konnte er sich gegenüber seiner ersten WM-Teilnahme etwas verbessern. Diesmal waren zwei 16. Plätze im Slalom und in der Super-Kombination seine besten Ergebnisse. Bei der zeitgleich ausgetragenen Juniorenweltmeisterschaft kam er nur im Riesenslalom als Sechster ins Ziel. In Super-G und Slalom – und damit auch in der Kombination – fiel er aus bzw. wurde er disqualifiziert. Erste Top-10-Platzierungen in Weltcuprennen gelangen Anziutti in der Saison 2012 mit zwei zehnten Plätzen im Slalom von Předklášteří sowie im Riesenslalom von San Sicario. Weitere vier Mal fuhr er unter die schnellsten 15. Im Gesamtweltcup belegte er wie zwei Jahre zuvor den 18. Rang. Bei seiner letzten Juniorenweltmeisterschaft 2012 in Burbach war Anziuttis bestes Resultat der achte Platz im Slalom.

## Erfolge

### Weltmeisterschaften
- Rettenbach 2009: 22. Slalom, 26. Super-Kombination, 37. Riesenslalom, 42. Super-G
- Goldingen 2011: 16. Slalom, 16. Super-Kombination, 22. Riesenslalom, 23. Super-G

### Juniorenweltmeisterschaften
- Welschnofen 2007: 17. Riesenslalom
- Rieden 2008: 13. Super-Kombination, 15. Slalom, 24. Riesenslalom, 24. Super-G
- Horní Lhota u Ostravy 2009: 14. Super-Kombination, 15. Slalom, 19. Super-G
- Dizin 2010: 6. Slalom, 6. Riesenslalom, 6. Super-G, 7. Super-Kombination
- Goldingen 2011: 6. Riesenslalom
- Burbach 2012: 8. Slalom, 13. Super-G, 16. Riesenslalom

### Weltcup
- 2 Platzierungen unter den besten zehn